# Kozica (Fojnica, BiH)
Kozica je naseljeno mjesto u općini Fojnica, Federacija Bosne i Hercegovine, BiH.

## Stanovništvo

### 1991.
Nacionalni sastav stanovništva 1991. godine, bio je sljedeći:
ukupno: 52
- Muslimani - 51
- ostali, neopredijeljeni i nepoznato - 1

### 2013.
Nacionalni sastav stanovništva 2013. godine, bio je sljedeći:
ukupno: 12
- Bošnjaci - 12

## Vanjske poveznice
- http://nona.net/features/map/placedetail.880959/Kozica/